# Tolomeo (figlio di Filippo)
Tolomeo, figlio di Filippo (in greco antico: Πτολεμαῖος?, Ptolemàios; IV secolo a.C.), è stato un militare macedone antico che comandò lo  squadrone più importante della cavalleria macedone (quello di Socrate di Macedonia) durante la battaglia del Granico.